# Генуезька школа поетів-піснярів
Запитуватися, чому [...] Генуя є історичним епіцентром італійської авторської музики та неперевершеною ковальнею талантів, - це трохи так само як питатися, чому «The Beatles» народилися саме в Ліверпулі, а рок-н-рол у Сполучених Штатах.— Еліо Джуліані, «La Repubblica» 

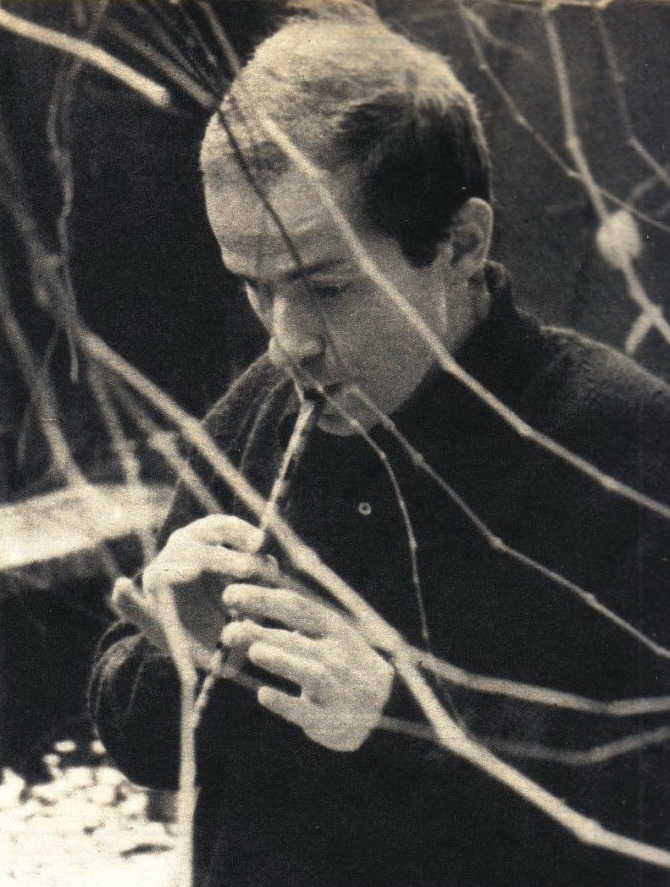
Джино Паолі (1960)

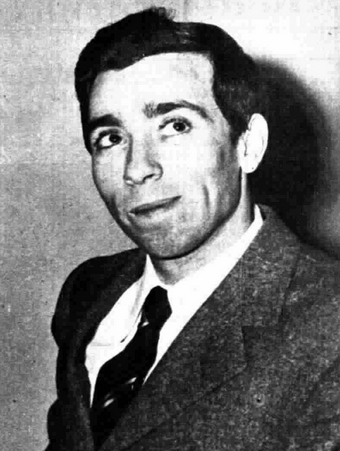
Умберто Бінді (1965)

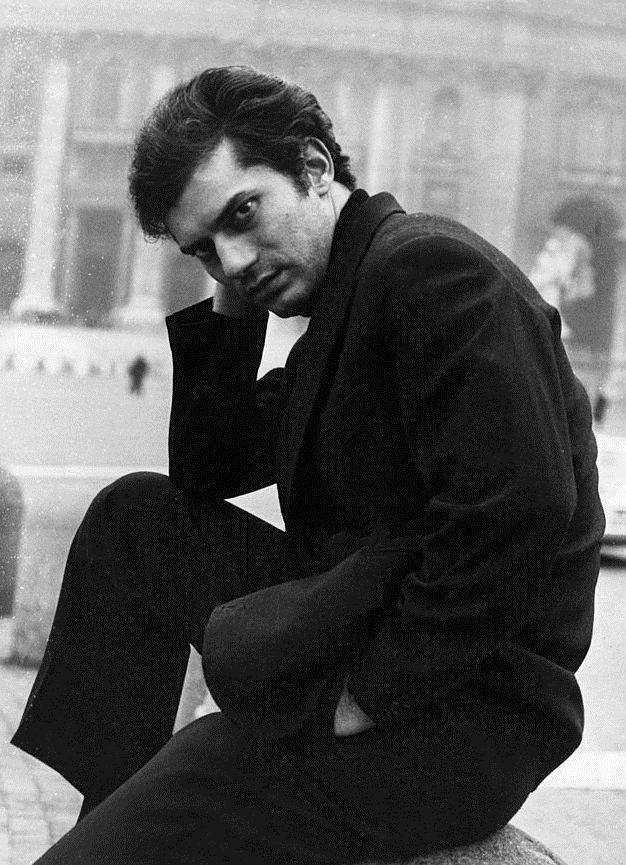
Луїджі Тенко (1967)

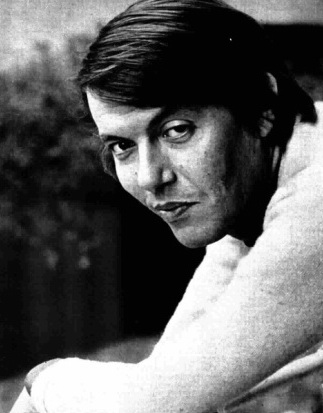
Фабріціо Де Андре (1971)

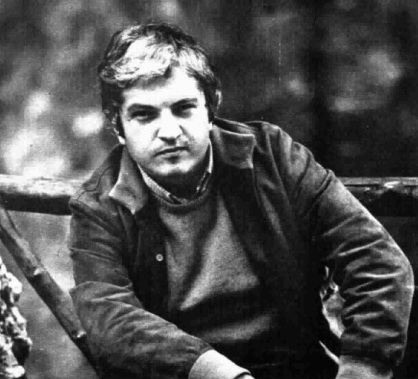
Бруно Лауці (1975)

Генуезька школа поетів-піснярів (італ. Scuola genovese dei cantautori) - неформальне угруповування італійських співаків і авторів пісень, що базувалася в Генуї, яка здійснила революцію в італійській музиці. До складу входили Умберто Бінді, Луїджі Тенко, Джино Паолі, Бруно Лауці та Фабріціо Де Андре. Їх підтримували композитори Джанфранко і Джан П'єро Ревербері та поет-лірик Джорджо Калабрезе.

## Походження
Наприкінці 1950-х років, у районі Фоче в місті Генуя почали збиратися молоді митці, які мали намір здійснити революцію в італійській музиці. Вони сформували групу друзів, які писали пісні, поезію та музику. Серед них були брати Ревербері, Джорджо Калабрезе, Луїджі Тенко, Бруно Лаузі, Джино Паолі, Умберто Бінді та Фабріціо Де Андре. Їхні твори були чудовими та інноваційними, замінюючи традиційні італійські слова та звуки на більш реалістичні. Попри спільне заняття мистецтвом, кожен з них створив свій унікальний та неповторний світ. Через кілька років, відчуваючи себе ізольованими та сповненими рішучості серйозно займатися музикою, вони отримали запрошення від братів Ревербері в Мілані. Брати познайомили їх з Нанні Рікорді, шукачем талантів в Італії, який проклав шлях до їхнього успіху та слави, завдяки чому їх стали називати «генуезькою школою» італійських поетів-піснярів.

## Натхнення
Джан П'єро Ревербері зробив важливий висновок про один із найсуттєвіших моментів у музичній історії, що перетворив Геную на місто співаків, авторів пісень і поетів. Він наголосив, що всі учасники групи мали багато бажання слухати різну музику. Вони насолоджувалися французькими авторами - справжніми поетами, які створювали геніальні тексти. Особливу увагу Ревербері приділив Фабріціо Де Андре, який володів глибокими знаннями про них, що відбивалося у його поетичному стилі письма. Безсумнівно, всі вони також захоплювалися американськими авторами. Найстарший член групи, Джорджіо Калабрезе, мав значні знання про їхню творчість і перекладав їхні тексти, збагачуючи свій мистецький досвід..

## Термін
Група генуезьких поетів-піснярів була настільки численною і впливовою, що критики часто називали їх представниками «генуезької школи». Однак вони завжди відкидали цей ярлик, вважаючи себе радше колом друзів, які поділяють спільні цінності та досвід. Вони характеризували себе глибоким почуттям солідарності та дружньої співпраці у створенні музики. Джорджіо Калабрезе був прихильником цього погляду. Ставлячи під сумнів правомірність термін «генуезька школа», він стверджував, що це була не школа, а група друзів, сформована Наталіно Отто, який був своєрідним лідером тієї епохи. Вони мали однакові смаки та погляди на музику, а той факт, що Генуя не була метрополією, сприяв об'єднанню людей зі схожими поглядами.

## Основні представники
Творчий доробок генуезької школи особливо цікавий тим, що кожен зі згаданих митців мав власний унікальний творчий темперамент:
- Джино Паолі, якого вважають головним представником генуезької школи, написав одні з найкрасивіших сторінок італійської музики того періоду. Його вічні пісні про кохання, з різним темпом, виконувалися характерним, ніжним, дещо відчайдушним голосом і швидко увійшли до репертуару найбільших зірок італійської сцени.
- Умберто Бінді, маючи класичну музичну освіту, писав пісні які зовні нагадували народні, але традиційні італійські канцони були збагачені поетичною інтерпретацією та його оригінальним стилем композиції.
- Бруно Лауці, тонкий та іронічний, співав про кохання з відтінком меланхолії, але з великою простотою та реалізмом.
- Луїджі Тенко використовував повсякденну мову, щоб співати про кохання та емоції. Його пісні, неперевершені за своїм музичним виміром, поєднували екзистенційну напругу, характерну для французьких шансоньє, з відмовою від кліше, що панували в музиці 1960-х років.
- Фабріціо Де Андре, відомий радикалізмом своїх текстів, спеціалізувався на поетичних баладах, використовуючи вільні аранжування зі своїм голосом.

Спадкоємцями школи вважаються Івано Фоссаті (співробітник Фабріціо Де Андре у 1990-х роках) та інші менш відомі, але більш тісно пов'язані з традиціями школи, такі як Макс Манфреді, Клаудія Пасторіно та Флавія Ферретті. Зростання та успіх генуезької школи в царині авторської музики також пов'язані зі співпрацею між музикантами та авторами пісень, прикладом якої є партнерство Фабріціо Де Андре з відомим генуезьким письменником та актором Паоло Вілладжо, що розпочалося в 1960-х роках.

## Лігурійська академія
7 травня 2006 року за ініціативи культурної асоціації «Eklettica» була заснована Лігурійська академія авторської пісні (італ. Accademia Ligure della Canzone d'Autore) з метою збереження спадщини лігурійських митців, таких як Фабріціо Де Андре, Івано Фоссаті та Умберто Бінді, які заклали основи італійської авторської пісні, зберігаючи при цьому самобутність свого регіону. Академія під керівництвом Антонелли Сера має на меті стати музичним закладом, який виховує авторів текстів, композиторів та виконавців-інтерпретаторів. Її місія здійснюється за допомогою курсів, семінарів та навчальних поїздок. Курси та тренінги проводять кваліфіковані викладачі (співаки, композитори, лінгвісти). Практичні заняття включають вокальну підготовку та гру на різних інструментах, таких як фортепіано, гітара, контрабас, духові інструменти, акордеон, хурдига, мандоліна, банджо, волинка та етнічні інструменти, у поєднанні з теорією та сольфеджіо. Проводяться групові репетиції для практики спільної гри, імітаційні прослуховування або концерти для підготовки студентів до виступів на сцені. Ці взаємопов'язані проєкти покликані стати сильними точками відліку в мистецькому та культурному світі (для суспільства та митців-початківців) і слугувати щорічним форумом для зустрічей у місті Генуя.

## «Via del Campo 29 rosso»

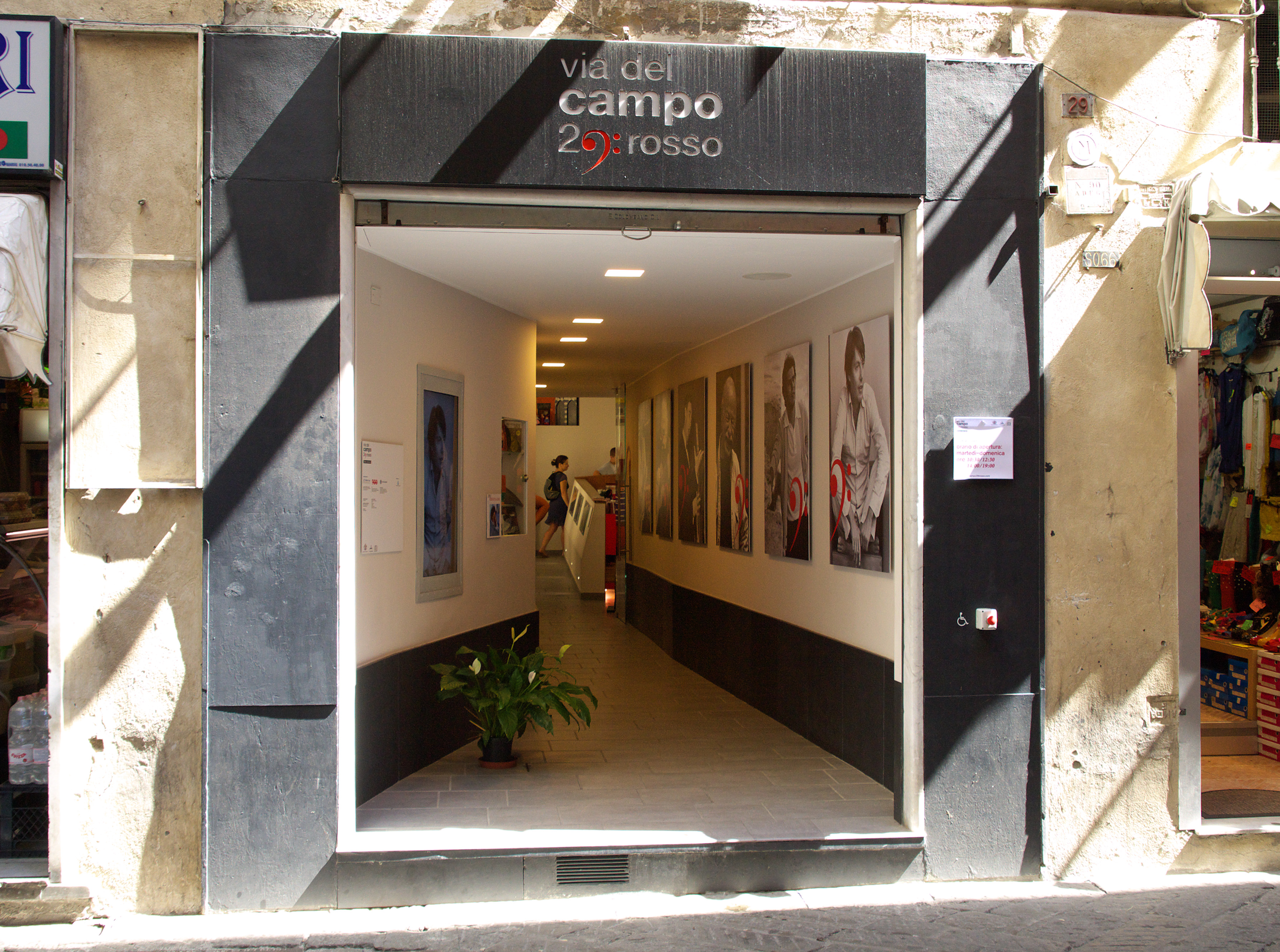
Фасад Музею генуезької школи «Via del Campo 29 rosso»

25 лютого 2012 року в колишньому музичному магазині Джанні Тассіо відкрився музей під назвою «Via del Campo 29 rosso». Магазин, що існував з 1950-х років, пропонував платівки з музикою з інших країн, яка надихала місцевих музикантів. Він набув значущості, коли став власністю Джанні Тассіо, відданого шанувальника Фабріціо Де Андре і захопленого колекціонера різних пам'ятних речей, таких як вінілові платівки, фотографії, статті, листи й квитки на концерти. Після смерті Фабріціо Де Андре у 1999 році магазин Тассіо став місцем спонтанного паломництва тисяч фанатів. У 2001 році Тассіо разом з групою підприємців з «Via del Campo» за допомогою пожертв мешканців та фанатів придбав останню гітару Фабріціо Де Андре, модель «Esteve» 1997 року. Відтоді вона стала центральним експонатом колекції магазину, який згодом здобув славу на всю Італію і приваблював все більше туристів. Після смерті Фабріціо Де Андре магазин став своєрідною легендою в Італії, особливо в Генуї. У 2010 році муніципалітет Генуї відповів на очікування, пов'язані з вшануванням пам'яті Фабріціо Де Андре та всіх членів Генуезької школи, придбавши крамницю Тассіо разом з усією її колекцією. «Via del Campo 29 rosso» виконує кілька функцій: це музей і магазин, а також туристична атракція і розважальний центр для місцевої громади. Завдяки музичним майстерням вона підтримує діяльність нового покоління авторів-виконавців, нових генуезьких гуртів або виконавців, які черпають натхнення в традиціях генуезької школи. Як туристичний напрямок, «Via del Campo 29 rosso» пропонує туристам можливість відкрити для себе місто через тексти та музику представників Генуезької школи.